# Bruno Bossi
Bruno Bossi (* 25. Oktober 1901 in Lugano; † 27. August 1993 in Agno) war ein Schweizer Architekt.

## Leben
Bruno Bossi war der Sohn von Emilio Bossi, Rechtsanwalt, Journalist und Politiker (bekannt auch unter dem Pseudonym Milesbo), und der Enkel von Francesco Bossi, ebenfalls Architekt. Er besuchte zunächst die Accademia di Belle Arti di Brera und beendete sein Studium 1929 an der Universität Rom. Sein erstes wichtiges Werk, die Psychiatriegebäude Viarnetto in Lugano, stammt aus dem Jahr 1934.
Bossi gewann 1935 den Wettbewerb für den Wiederaufbau des Stadtteils Lugano, genannt Sassello, mit einem Projekt, das die Ästhetik und Systeme der Architektur von Marcello Piacentini neu interpretierte. Im selben Jahr wurde er Architekt für die Stadt Lugano, eine Position, die er bis 1937 innehatte, als er in den Beruf zurückkehrte. Zwischen 1935 und 1940 arbeitete er auch in der Redaktion der Rivista Tecnica della Svizzera italiana.
Er erbaute 1938 den neuen Hauptsitz der Pax Assicurazioni in der Via Nassa und gewann 1944 den Wettbewerb um den Masterplan Lugano. Er hatte die Idee eines Tunnels Manno–Cornaredo und eines zweiten Tunnels Cornaredo–Bahnhof Lugano, der das Zentrum vom Fahrzeugverkehr befreien sollte. 1947 baute er das Gebäude für die Banco di Roma per la Svizzera nach dem Projekt für den Stadtteil Sassello.
Nach einer langen Zeit, in der er den Bau mehrerer Mehrfamilienhäuser leitete, gewann er 1959 den Wettbewerb für das neue Kunstmuseum Lugano mit einem Projekt, das aber nicht realisiert wurde. Nach 1960 setzte er sich in Planung und Bau mehrerer Villen durch, darunter 1968 die Villa Weith in Cureglia, in der er fast bis zu seinem Lebensende selbst lebte. Von 1973 bis 1980 war er an der Raumplanung und Gestaltung verschiedener Geschäftshäuser in der Gemeinde Pazzallo beteiligt.

## Hauptwerke
- 1933: Clinica Viarnetto in Pregassona
- 1938: Palazzo Pax Assicurazioni in Lugano
- 1947: Banco di Roma in Lugano, Via Nassa
- 1948: Palazzo Guth-Andina in Lugano, Piazza Manzoni
- 1951: Palazzo Belsito in Paradiso
- 1954: Mehrfamilienhäuser in Lugano, via Trevano
- 1954: Mehrfamilienhäuser in Molino Nuovo
- 1957: Geschäftsgebäude in Lugano, Piazza Dante
- 1960: Palazzo di giustizia in Lugano
- 1965: Villa Volpi-Bassani in Vico Morcote
- 1965: Villa Thyssen in Lugaggia
- 1968: Villa Weith in Cureglia
- 1971: Villa Smither’s in Vico Morcote
- 1973: Planung der Gemeinde Pazzallo